# Ban Kruat (huyện)
Ban Kruat (tiếng Thái: บ้านกรวด) là một huyện (‘‘amphoe’’) thuộc tỉnh Buriram, đông bắc của Thái Lan.

## Lịch sử
Đơn vị hành chính này được lập năm 1938 thông quan việc chia tách tambon Ban Kruat từ Prakhon Chai. Ban đầu đây là một tiểu huyện (King Amphoe). Năm 1965, tiểu huyện được nâng thành huyện.

## Địa lý
Các huyện giáp ranh là (từ phía tây theo chiều kim đồng hồ) Lahan Sai và Prakhon Chai của tỉnh Buriram, và Prasat và Phanom Dong Rak của tỉnh Surin. Phía nam huyện này giáp tỉnh Oddar Meancheay của Campuchia.

## Hành chính
Huyện này được chia thành 9 phó huyện (tambon), các đơn vị này lại được chia thành 122 làng (muban). Có các đô thị phó huyện (thesaban tambon) - Ban Kruat nằm trên một phần của tambon Ban Kruat và Prasat, Talad Nikhom Prasat nằm trên khu vực của tambon Prasat. Có 9 tổ chức hành chính tambon chịu trách nhiệm quản lý các khu vực phi đô thị.
| Số TT | Tên           | Tên tiếng Thái | Số làng | Dân số |  |
| ----- | ------------- | -------------- | ------- | ------ |  |
| 1.    | Ban Kruat     | บ้านกรวด        | 26      | 9.838  |  |
| 2.    | Non Charoen   | โนนเจริญ        | 11      | 8.203  |  |
| 3.    | Nong Mai Ngam | หนองไม้งาม      | 14      | 9.488  |  |
| 4.    | Prasat        | ปราสาท         | 13      | 10.341 |  |
| 5.    | Sai Taku      | สายตะกู         | 14      | 8.650  |  |
| 6.    | Hin Lat       | หินลาด          | 8       | 5.940  |  |
| 7.    | Bueng Charoen | บึงเจริญ         | 14      | 6.489  |  |
| 8.    | Chanthop Phet | จันทบเพชร       | 12      | 7.157  |  |
| 9.    | Khao Din Nuea | เขาดินเหนือ      | 10      | 6.018  |  |